# イメージニクス
イメージニクス株式会社（英: IMAGENICS Co.,Ltd.）は、日本の業務用放送機器・映像機器・通信機器メーカー。
HDMIやSDI、SDVoEなどの映像信号の長距離伝送・切替・分配・信号変換などを行う機器を製造・販売している。

## 概要
製品を自社開発・設計を行い国内生産を行う、製品は24時間365日稼働をポリシーとしているため、放送、映像音響イベントからサイネージや鉄道・交通・プラント設備、文教施設や医療現場などにおいて映像音響システムの主要製品として幅広く導入されている。
IMG.Linkという自社規格製品を開発し、同軸ケーブル1本で4K解像度HDMI2.0/HDCP2.2の4K＠60p444カラー映像と、音声、制御信号を纏めて長距離伝送を可能にした。
IMG.Linkシリーズは、HDMI、SDIデジタル信号およびNTSCビデオ信号やアナログRGB信号に対応している。
映像信号を複数先へ分配や、長距離延長するための同軸ケーブルや光ケーブル、LANケーブル (HDBaseT) を用いた伝送器、パソコンや映像機器などのソース機器に対して、機器間認証のEDIDを代行するエミュレータ製品を展開しており、映像信号の変換は非常に多くの製品ラインナップがある。
2021年に創業40周年を迎えた。

## 沿革
- 1981年 本庄電機株式会社として設立、電子機器の設計・開発・製造および販売業務を開始[7]
- 1983年 「イメージニクス/IMAGENICS」を商標登録。社名をイメージニクス株式会社に変更。ビデオマトリックススイッチャーの販売を開始
- 1987年 本社を東京都渋谷区道玄坂へ移転
- 1993年 広帯域RGBマトリックススイッチャーの販売を開始
- 1995年 SD-SDIマトリックススイッチャーの販売を開始
- 1996年 東京都調布市に本社ビル完成、本社を調布へ移転。渋谷区道玄坂に営業本部を開設。大阪営業所を開設
- 1997年 ビデオフレームシンクロナイザ、スキャンコンバータの販売を開始
- 1999年 アナログマルチスイッチャーの販売を開始
- 2000年 RGBフレームシンクロナイザの販売を開始
- 2004年 業務拡大につき営業本部を移転
- 2006年 デジタルRGB (DVI/HDMI) スイッチャーの販売を開始。HD-SDI光伝送器の販売を開始
- 2007年 福岡営業所を開設。HD-SDIマトリックススイッチャーの販売を開始
- 2009年 業務拡大につき大阪営業所を移転。DVI/HDMIの光伝送器の販売を開始
- 2010年 業務拡大につき福岡営業所を移転。HDBaseT (HDMI Cat5e/6) 伝送器の販売を開始
- 2011年 デジタルマルチスイッチャーの販売を開始
- 2012年 独自規格HDMI同軸伝送器 IMG.Linkシリーズの販売を開始
- 2015年 東京都調布市に本社第2ビル竣工
- 2016年 4K HDMI関連製品の販売を開始
- 2018年 代表取締役社長交代、代表取締役社長に長谷川宏一が就任、取締役会長に本庄洋造が就任
- 2019年 4Kスキャンコンバータ（4Kマルチビューア）の販売を開始
- 2020年 4K対応のIMG.Link伝送器の販売を開始
- 2021年 Media Over IP（SDVoE）製品 NEX-SMARTシリーズの発売を開始。創業40周年記念ページ公開
- 2023年 12G-SDI対応の4K HDMIコンバータ、4K HDMI対応の12G-SDIコンバータを発売